# La Romana (piłka siatkowa kobiet)
La Romana  - żeński klub piłki siatkowej z Dominikany. Swoją siedzibę ma w La Romana. Został założony w 2007.

## Sukcesy
- Mistrzostwa Dominikany:
  -  2010
  -  2007